# ريتشل تير هورست
ريتشل تير هورست (بالهولندية: Rachel Ter Horst)‏ هي عارضة هولندية، ولدت في 20 مارس 1973.